# Maria Ștefan-Mihoreanu
Maria Ștefan-Mihoreanu także Cosma (ur. 16 lutego 1954 w Jurilovcy) – rumuńska kajakarka. Złota medalistka olimpijska z Los Angeles (1984).
Brała udział w trzech igrzyskach olimpijskich (IO 76, IO 80, IO 84). W 1984, pod nieobecność sportowców z części krajów tzw. Bloku Wschodniego, zdobyła złoto w kajakowej czwórce na dystansie 500 metrów. Na  mistrzostwach świata była medalistką w wielu konkurencjach, w tym w jedynce.